# Emilio Sande
Emilio A. Sande (ur. ?, zm. ?) – argentyński piłkarz, grający podczas kariery na pozycji pomocnika.

## Kariera klubowa
Emilio Sande podczas kariery piłkarskiej występował w Independiente Avellaneda i Porteño Buenos Aires.

## Kariera reprezentacyjna
W reprezentacji Argentyny Sande występował w latach 1912–1916. W reprezentacji zadebiutował 22 września 1912 w przegranym 0-1 meczu z Urugwajem, którego stawką było Gran Premio de Honor Uruguayo. 
Ostatni raz w reprezentacji Sande wystąpił 29 października 1916 w przegranym 1-3 meczu z Urugwajem, którego stawką było Trofeo Circular.
W 1919 był w kadrze na Mistrzostwa Ameryki Południowej. Ogółem w barwach albicelestes wystąpił w 6 meczach.
| Mecze i gole w reprezentacji | Mecze i gole w reprezentacji | Mecze i gole w reprezentacji | Mecze i gole w reprezentacji | Mecze i gole w reprezentacji | Mecze i gole w reprezentacji | Mecze i gole w reprezentacji |
| #                            | Data                         | Miasto                       | Przeciwnik                   | Gol                          | Wynik                        | Rozgrywki                    |
| ---------------------------- | ---------------------------- | ---------------------------- | ---------------------------- | ---------------------------- | ---------------------------- | ---------------------------- |
| 1.                           | 22.09.1912                   | Buenos Aires                 | Urugwaj                      |                              | 0:1                          | Gran Premio                  |
| 2.                           | 31.08.1913                   | Buenos Aires                 | Urugwaj                      |                              | 2:0                          | Gran Premio                  |
| 3.                           | 30.08.1914                   | Montevideo                   | Urugwaj                      |                              | 2:3                          | Gran Premio                  |
| 4.                           | 27.09.1914                   | Buenos Aires                 | Brazylia                     |                              | 0:1                          | Copa Roca                    |
| 5.                           | 15.08.1916                   | Avellaneda                   | Urugwaj                      |                              | 3:1                          | Copa Newton                  |
| 6.                           | 29.10.1916                   | Montevideo                   | Urugwaj                      |                              | 1:3                          | Trofeo Circular              |